# Doctrine et Alliances

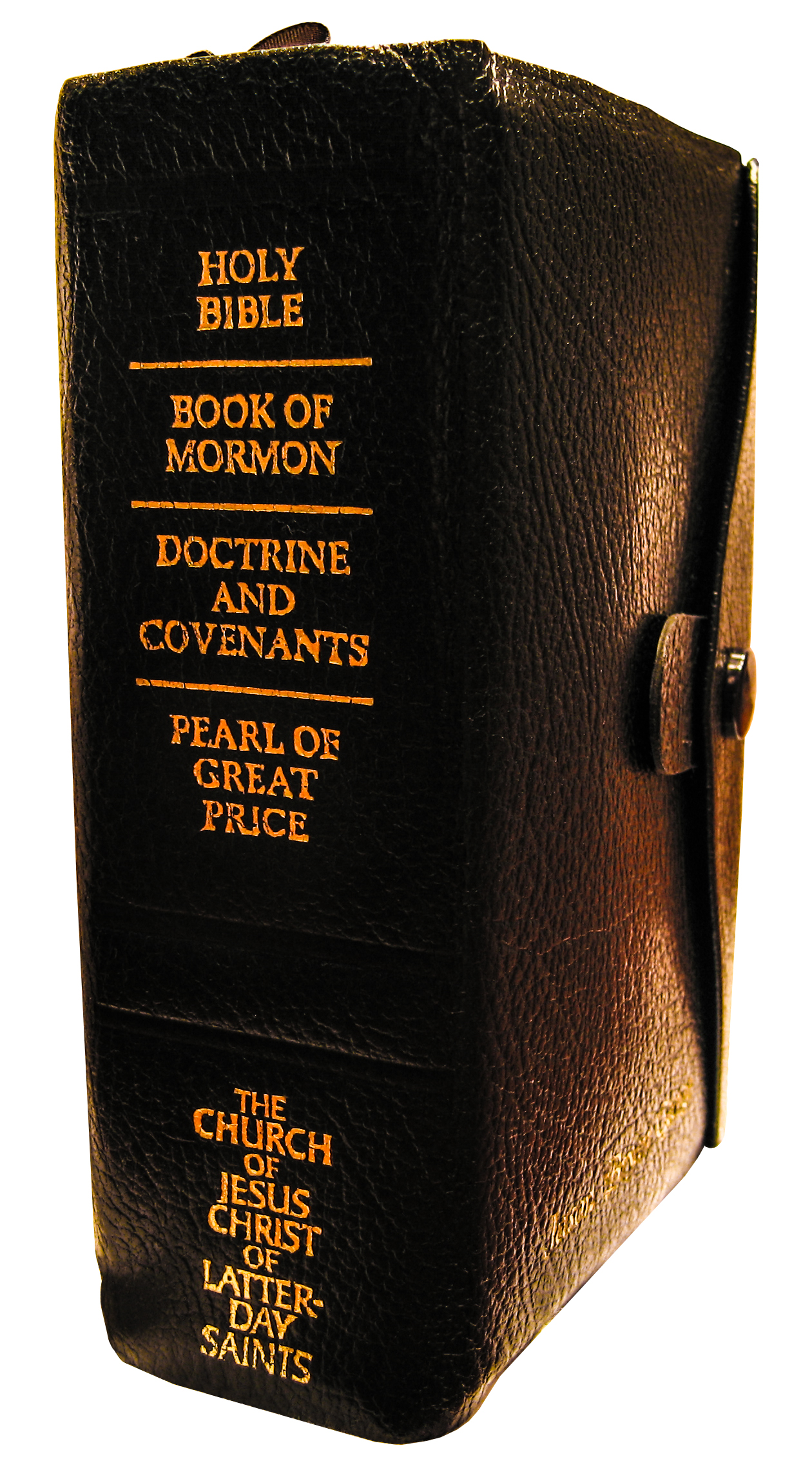
Édition intégrale des Écritures de l'Église de Jésus-Christ des saints des derniers jours, dont Doctrine et Alliances.

Pour l'Église de Jésus-Christ des saints des derniers jours, le livre des Doctrine et Alliances est un recueil de révélations divines et de déclarations inspirées en vue de l'établissement et de l'administration du royaume de Dieu sur la terre dans les derniers jours.
Selon la doctrine, la plupart des révélations de cette compilation furent reçues par l'intermédiaire de Joseph Smith, fils, premier prophète et président de l'Église de Jésus-Christ des saints des derniers jours avec quelques ajouts par certains de ses successeurs à la présidence de l'Église (voir les chapeaux des sections 135, 136, 138 et les Déclarations officielles 1 et 2)
Le livre de(s) Doctrine(s) et Alliances est, comme la Bible, le Livre de Mormon et la Perle de Grand Prix, un des ouvrages canoniques de l'Église de Jésus-Christ des saints des derniers jours. Il a, toutefois, une place à part, parce qu'il ne se prétend pas être la traduction d'un document antique, mais est d'origine moderne et, d'après les saints des derniers jours, a été donné par Dieu, par l'intermédiaire des prophètes qu'il s'est choisis pour le rétablissement du royaume de Dieu sur la terre à l'époque moderne. Le contenu de l'ouvrage aurait pour objectif de préparer la seconde venue du Christ et d'accomplir les paroles des prophètes anciens.

## Contenu
D'après les saints des derniers jours, dans les révélations on voit le rétablissement et le développement de l'Évangile de Jésus-Christ et l'inauguration de la dispensation de la plénitude des temps. À travers ces révélations, on distingue aussi le mouvement de l'Église vers l'ouest, de New York et de la Pennsylvanie vers l'Ohio, le Missouri, l'Illinois et finalement le Grand Bassin de l'ouest de l'Amérique, ainsi que les efforts déployés par les saints des derniers pour édifier leur Église.
Parmi les premières sections, il y en a plusieurs qui ont trait à la rédaction et à la publication du Livre de Mormon (sections 3, 5, 10, 17 et 19). Certaines sections ultérieures ont trait aux actions de Joseph Smith lors de la rédaction d'une version de la Bible dite "inspirée", période pendant laquelle furent rédigées la plupart des grandes sections doctrinales (exemple : sections 37, 45, 73, 76, 77, 86, 91 et 132 qui ont chacune un rapport direct avec la traduction de la Bible).
D'après la doctrine des saints des derniers jours, dans les révélations, la doctrine de l'Évangile est exposée avec des explications sur des questions fondamentales telles que la nature de la Divinité, l'origine de l'homme, la réalité de Satan, le but de l'existence mortelle, la nécessité de l'obéissance, le besoin de repentir, l'action du Saint-Esprit, les ordonnances et les observances qui ont trait au salut, la destinée de la terre, les états futurs de l'homme après la Résurrection et le Jugement, l'éternité des liens du mariage et la nature éternelle de la famille. On y voit le développement graduel de la structure administrative de l'Église liée à la Prêtrise avec l'appel des Évêques, de la Première Présidence, du Conseil des Douze et des Soixante-dix, et la création d'autres offices et collèges présidents et finalement un 
point de vue sur Jésus-Christ.
Un certain nombre de révélations furent publiées en 1833 en Sion (Indépendance), Missouri, sous le titre A Book of Commandments for the Government of the Church of Christ (Un Livre de commandements pour le gouvernement de l'Eglise du Christ)
Une compilation augmentée fut publiée deux ans plus tard à Kirtland (Ohio), sous le titre Doctrine and Covenants of the Church of the Latter Days Saints (Doctrine et Alliances de l'Eglise des Saints des Derniers Jours). À cette publication de 1835 fut annexé le témoignage des douze apôtres.

## Dans les mouvements issus du mormonisme
Certains mouvements issus du mormonisme utilisent également des ouvrages intitulés Doctrine et Alliances qui présentent des parties communes (révélations de Joseph Smith) mais qui comportent aussi des différences (révélations propres à ces mouvements). 